# Phục bích tại các quốc gia Thập tự chinh
Phục bích (tiếng Trung: 復辟), còn được phiên âm là phục tích hay phục tịch, nghĩa đen là "khôi phục ngôi vua" là trường hợp một quân chủ đã từ nhiệm hoặc đã bị phế truất hay từng bị lật đổ bởi các cuộc cách mạng và đảo chính trong nước, thậm chí phải lưu vong do nạn ngoại xâm nhưng sau đó khôi phục lại được ngôi vị của mình. Dưới đây liệt kê những cuộc phục bích tại các quốc gia Thập tự chinh.

## Đế quốc Trapezous
- Ioannes II Megas Komnenos (tại vị:1280–1284, phục vị:1285–1297)

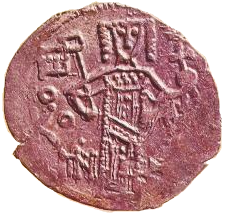
Ioannes II Megas Komnenos

Năm 1284, Ioannes II Megas Komnenos phải đối mặt liên tiếp từ hai mối đe dọa mới đối với triều đại của mình. Đầu tiên là từ người anh em cùng cha khác mẹ George, người đã trở lại Trebizond và thực hiện một nỗ lực không thành công để chiếm lấy ngai vàng, tiếp theo là chị gái cùng cha khác mẹ của ông, Theodora. Kết quả, Theodora với sự giúp đỡ của vua David VI Narin xứ Imereti thuộc Gruzia, đã giành được vương miện từ người anh em cùng cha khác mẹ, phế truất Ioannes II Megas Komnenos, buộc ông phải quy y ở Tripolis. Năm 1285, Ioannes II Megas Komnenos đã gây dựng lại lực lượng, mở cuộc tổng tấn công quy mô lớn đánh bại Theodora đoạt lại ngôi vị, sử sách không thấy tài liệu nào ghi chép về kết cục của vị nữ vương này ra sao sau khi Ioannes II Megas Komnenos phục bích.

## Chuyên chế quốc Ipeiros
Dòng Orsinio:
- Nikephoros II Orsini (tại vị:1335–1337, phục vị:1339–1340, tái phục vị:1356–1359)

Năm 1337, các vụ xáo trộn đã nổ ra ở khu vực Berat và Kanina do các cuộc xâm nhập lãnh thổ của người Albania, Hoàng đế Đông La Mã Andronicus III đưa quân đến miền bắc Epirus với một đội quân gồm một phần của 2000 lính đánh thuê Thổ Nhĩ Kỳ để chấn áp. Các thành viên của tầng lớp quý tộc đã đầu hàng người Đông La Mã, họ bắt cóc Nicéphore II Orsini tới Tarente, giam giữ ông trong Ngôi nhà Capetian của Anjou-Sicily. Năm 1339, phe chống Byzantine đã giúp Nicephorus II Orsini thoát khỏi nơi giam giữ, ông tới đế quốc La Tinh găp hoàng hậu Catherine II tại Tarentum với hy vọng bà hỗ trợ để phục hồi vương vị với sự giúp đỡ của Angevin. Nhưng việc tái lập của Nikephoros II Orsini chưa được bao lâu thì quân đội Byzantine có được sự phục tùng của khu vực đã tấn công dồn dập, ông bị các đồng minh của mình bỏ rơi cho người Hy Lạp vào cuối chiến dịch vào năm 1340. Khi cha vợ của Nikephoros II Orsini cố gắng củng cố mình trở thành hoàng đế John VI vào cuối cuộc chiến, ông đã nhận được danh hiệu cao quý nhất. Từ năm 1351 trở đi, ông phụ trách quản lý Ainos và các thị trấn dọc theo Hellespont. Năm 1355, lợi dụng việc nối lại cuộc nội chiến Byzantine và cái chết của Hoàng đế Stephen Uresis IV, người đã chinh phục Epirus vào năm 1340, Nikephoros II Orsini trở về Hy Lạp và tập hợp các đồng minh của mình. Lợi dụng tình trạng hỗn loạn do cái chết của thống đốc người Serbia ở Tiệp Khắc, Nicephorus II Orsini chiếm vùng này vào mùa xuân năm 1356 và tiến lên Epirus, trục xuất anh trai của hoàng đế của người Serbia Stephen Uresis IV, Simeon Uresis (người đã kết hôn với chị gái của Nicephorus II Orsini là Thomais Orsini) và củng cố quyền kiểm soát đối với các thành phố trong khu vực, cơ nghiệp chuyên chế quốc Ipeiros nhờ đó trung hưng. Nhưng triều đại thứ ba của Nikephoros II Orsini cũng ngắn ngủi vì chiến loạn liên miên, kết thúc nó bị khuất phục vào cuối mùa xuân năm 1359 trong cuộc chiến ở bờ sông Achelous chống lại người Albani của Charles Thopia đã nổi dậy.

## Chuyên chế quốc Moria
- Manuel Kantakouzenos (tại vị:1349–1350, phục vị:1354–1380)

Năm 1349, Manuel Kantakouzenos nhờ lập công lớn trong cuộc chiến tranh Genzese Byzantine nên được vua cha John VI Kantakouzenos phong làm chư hầu, tuyên bố thành lập chuyên chế quốc Moria. Manuel Kantakouzenos thiết lập trật tự trong đất phong của mình bằng cách đè bẹp sự phản đối của những người đáng chú ý địa phương (Archontes), thành công của ông đạt đến mức John VI Kantakouzenos bị buộc phải thoái vị bởi con rể đồng hoàng đế John V Palaeologus. Năm 1350, John V Palaeologus đã cố gắng loại bỏ Manuel Kantakouzenos khỏi vị trí của kẻ chuyên quyền tại Moria bằng cách bổ nhiệm những người cai trị Moria lần lượt bằng các nhân vật như: Michael Asan và sau đó đến lượt Andrew Asan năm 1352, những người được giới quý tộc địa phương ủng hộ, không hài lòng với sự cai trị khắc nghiệt của Manuel Kantakouzenos. Một cuộc nội chiến nổ ra ở Morea, tất cả các pháo đài đã rơi ra khỏi Manuel Kantakouzenos, ngoại trừ Mystra. Nhưng Manuel Kantakouzenos không cam tâm, sự phản kháng ngoan cố của ông dẫn đến việc Asana bị buộc phải từ bỏ ý định khuất phục ông, và John V Palaeologussau đó đã nhận ra chủ quyền của Manuel Kantakouzenos, do vậy năm 1354 đôi bên đi đến thỏa thuận chung rằng vua cha John VI Kantakouzenos từ nhiệm để đổi lấy việc Manuel Kantakouzenos khôi phục vương quyền tại Moria.

## Công quốc Athens
Dòng họ Catalan:
- Gonsalvo Ximénez of Arenós (tại vị:1359, phục vị:1362–1363)

Năm 1359, Gonsalvo Ximénez of Arenós được bổ nhiệm làm công tước Athens. Tuy nhiên, ngay trong năm đó Frederick III (quốc vương Sicily) lại trao quyền lực ở đây cho Matthew Moncada. Bất chấp sự khăng khăng của nhà vua, Matthew Moncada đã không đến Hy Lạp và đang cố gắng cai trị bằng cách thiết lập các đại diện của các quý tộc Catalan bản địa, kết quả là tạo ra một trạng thái vô tổ chức trong công quốc với các quý tộc khác nhau cố gắng áp đặt sự lãnh đạo của họ trên tất cả các ducats hoặc khu vực. Năm 1361, Peter de Pau lên cầm quyền, nhưng chỉ một năm sau Gonsalvo Ximénez of Arenós đã về phục vị, nhưng cũng chỉ một năm ông lại để mất ngôi về tay Matthew Monkada lần thứ hai.
- Matthew Monkada (tại vị:1359–1361, phục vị:1363–1366)

Vào thời điểm năm 1361, song song tồn tại hai phe phái đối lập thống trị Dukatsas của Athens và New Patras. Roger A de Laura, một công tước danh dự không chính thức của Athens từ năm 1361-1366, người chống lại mối quan hệ tốt đẹp với Venice và đó là lý do tại sao họ muốn liên minh và phụ thuộc vào Genova, đối thủ chính của nó. Phe khác, do Peter de Pau lãnh đạo, phản đối các kế hoạch này. Từ năm 1361-1362, Peter de Pau được chỉ định bởi Matthew Monkada, nắm quyền thống trị công quốc Athens. Từ năm 1362-1363 là giai đoạn phục hồi quyền lực của Gonsalvo Ximénez of ArenósMonkada, sau đó Matthew Monkada được bổ nhiệm lại, nhưng ông vẫn không đến Hy Lạp mà cử đại diện bởi một số người Catalans quý tộc, người nổi bật nhất trong số đó là Iakovos Fadrik có thẩm quyền và ôn hòa.
- Philip Dalmau Viscount of Rocaberti (tại vị:1379–1386, phục vị:1387–1388)

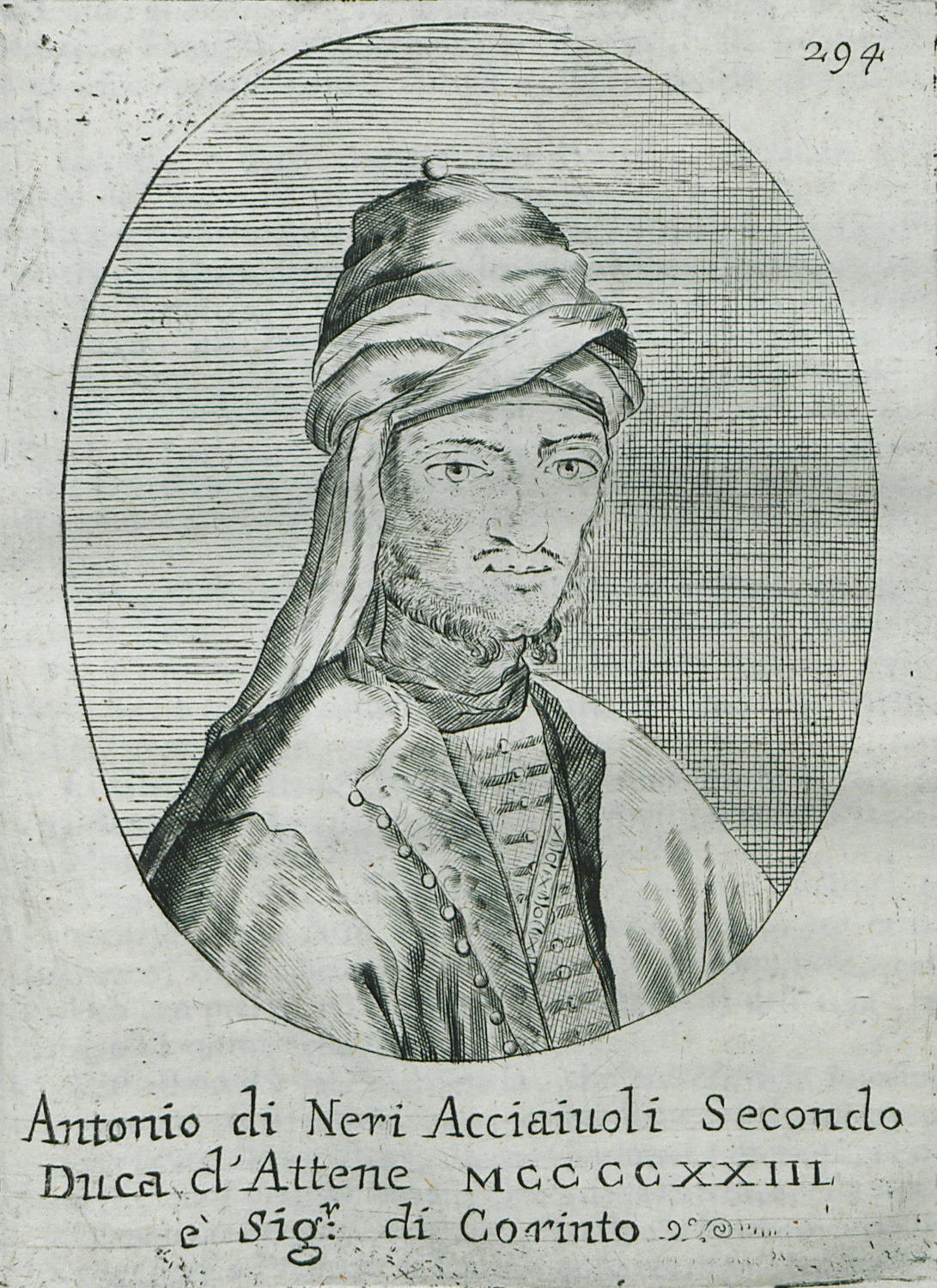
Antonio I

Năm 1386, Bernard of Cornellà trên danh nghĩa là người cai trị công quốc Athens nhưng trên thực tế chưa bao giờ đặt chân sang Hy Lạp. Người tiền nhiệm của ông này là Philip Dalmau Viscount of Rocaberti cũng chỉ ở Hy Lạp chính thức từ năm 1381-1382, sau đó giao lại quyền hành cai quản công quốc cho vị phó công tước Raymond de Vilanova cai trị cho đến năm 1386. Peter of Pau tiếp quản chức vụ phó công tước từ Raymond de Vilanova, trợ thành người phụ tá đắc lực cho Bernard of Cornellà, đến khi Philip Dalmau Viscount of Rocaberti trở lại làm công tước năm 1387 ông vẫn giữ nguyên địa vị cho Peter of Pau, tình trạng này kéo dài cho đến khi dòng họ Acciaiolii lên thay thế chính trường Athens thì kết liễu.
Dòng họ Acciaiolii:
- Antonio I (tại vị:1394–1395, phục vị:1402–1435)

Antonio I trở thành công tước Athens sau cái chết của cha mình năm 1394, nhưng ông bị cộng hòa Venizia, những người thực thi di chúc của Nerio I trục xuất trong năm sau. Theo di chúc của cha, ông được thừa hưởng lâu đài Livadeia và chính quyền thành phố Thebes. Từ năm 1395 đến 1402, một loạt các công tước được cộng hòa Venice chỉ định lần lượt lên cầm quyền như: Albano Contarini (1395–1397), Lorenzo Venier (1397–1399), Ermoaldo Contarini (1399–1400) và Nicolo Vitturi (1400–1402). Năm 1402, Antonio I từ Thebes đem quân bao vây thành phố Athens và chiếm lấy nó, ông được dân chúng tuyên bố là công tước.
- Nerio II (tại vị:1435–1439, phục vị:1441–1451)

Năm 1439, Acciaioli Antonio II đã đánh bại người em trai Nerio II để lên nắm quyền. Nerio II trở lại quyền lực vào năm 1441 sau cái chết của anh trai mình, chấm dứt hai năm sống lưu vong ở Florence.

## Công quốc Antioch
Nhà Hauteville: 

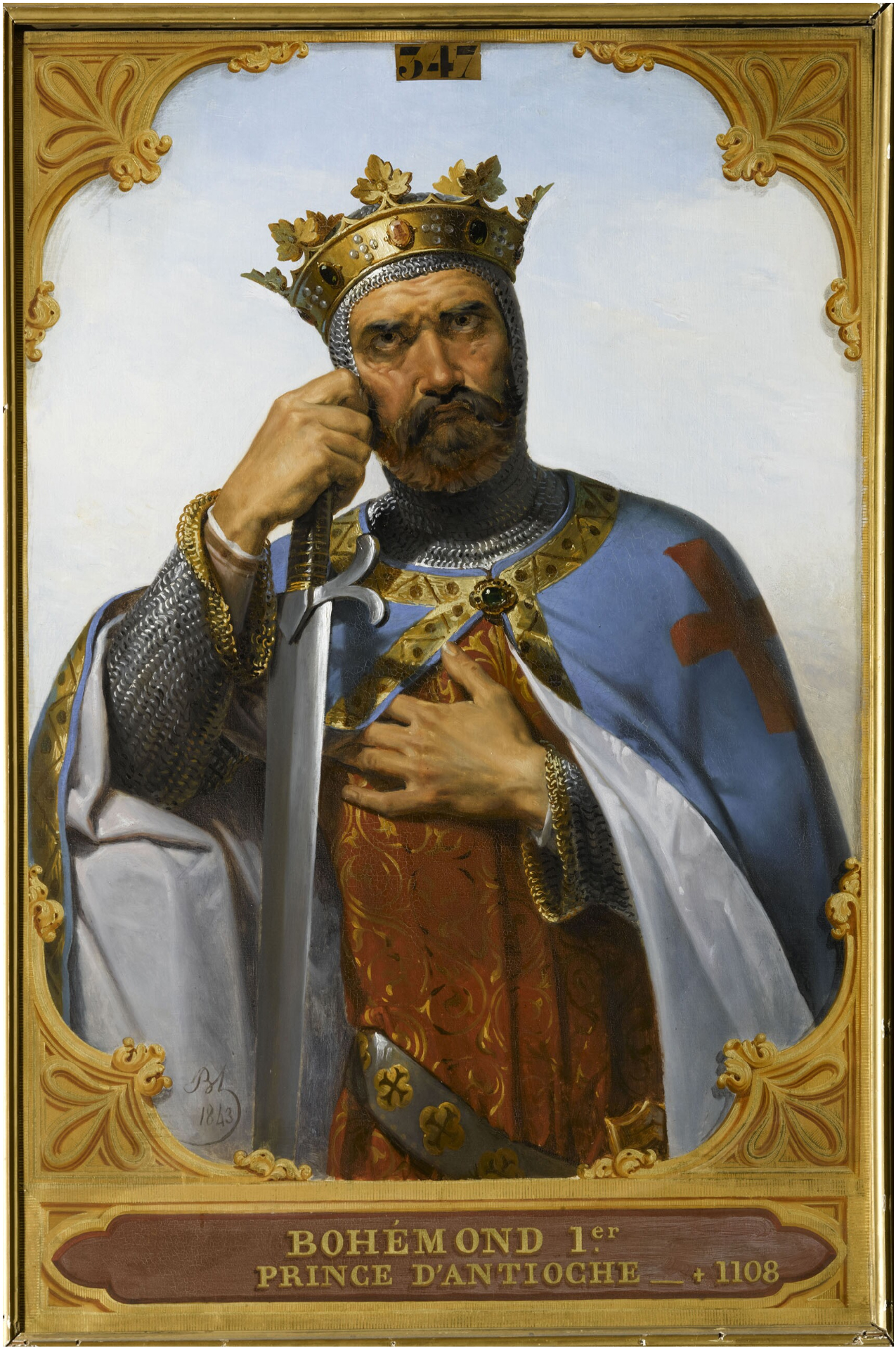
Bohemundo I

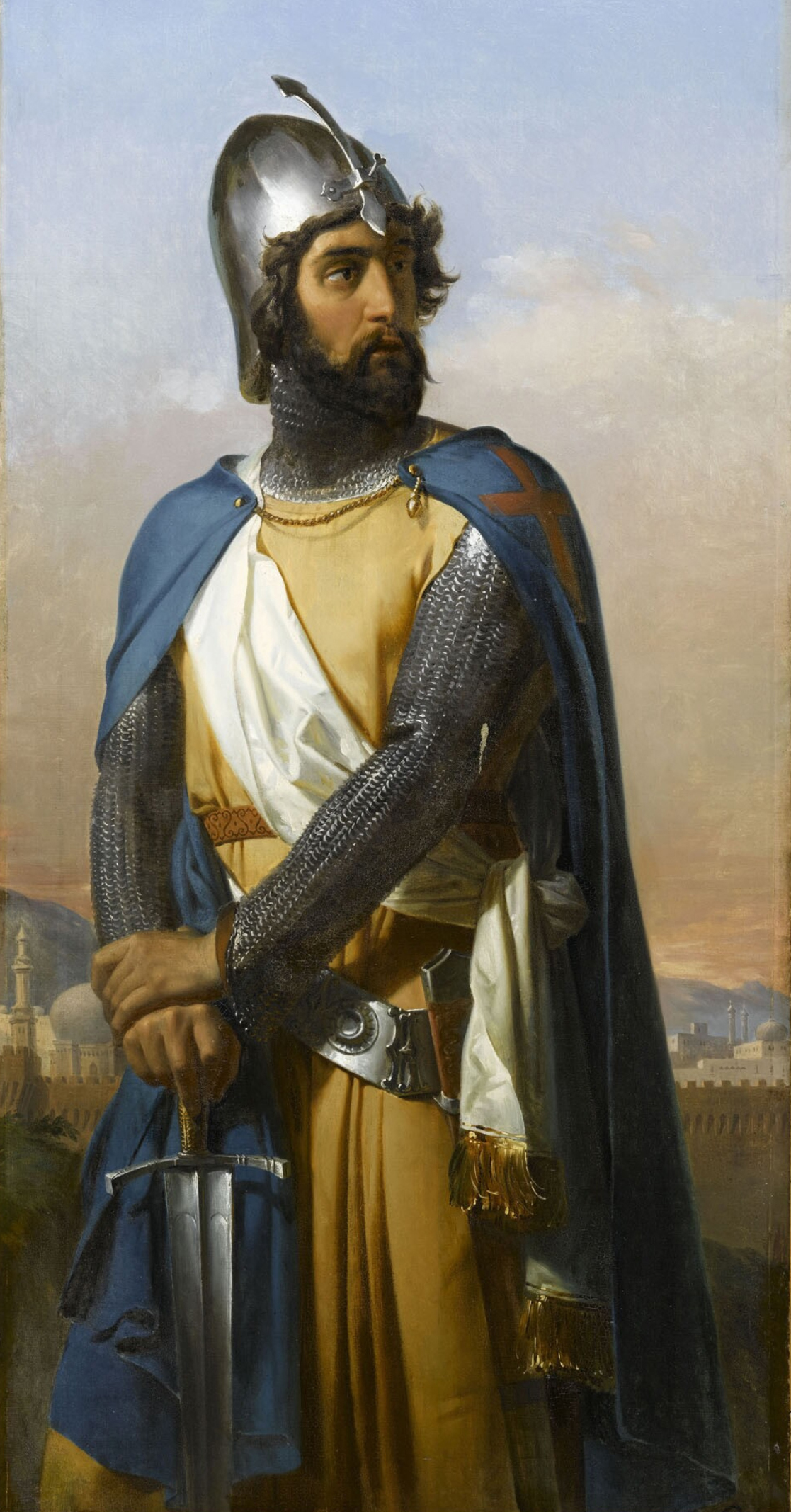
Tancredo da Galileia

- Bohemundo I (tại vị:1098–1100, phục vị:1103–1111)

Năm 1100, Bohemundo I thất trận bị bắt bởi Danismende Gazi, tiểu vương của Sivas, và bị giam cầm cho đến năm 1103 khi được Baldwin II giải cứu. Trong thời kỳ này, Tancredo da Galileia bảo đảm vương quyền của Antioch với tư cách nhiếp chính. Từ năm 1105 cho đến cuối đời, tuy trên danh nghĩa vẫn là công tước Antioch nhưng Bohemundo I thường xuyên vắng mặt, quyền điều hành đất nước đều nằm trong tay Tancredo da Galileia.
- Tancredo da Galileia (tại vị:1100–1103, phục vị:1105–1112)

Năm 1103, sau hai năm nhiếp chính bởi sự vắng mặt của Bohemundo I, Tancredo da Galileia đã trả lại quyền thống trị công quốc Antioch cho ông này khi đã thoát khỏi nơi giam giữ. Nhưng đến năm 1105, ông được mời trở lại làm nhiếp chính bởi Bohemundo I liên tục tiến hành các chuyến hành trình tới Châu Âu, mục đích của ông ta là tuyển mộ quân tiếp viện với mục đích bảo vệ vị trí của mình. Tuy nhiên, qua nhiều cuộc giao tranh quyết liệt, rốt cuộc Bohemundo I vẫn thất bại và mất năm 1111, Tancredo da Galileia tiếp tục vai trò nhiếp chính cho Bohemundo II cho tới khi qua đời một năm sau đó.
- Baldwin II (tại vị:1119–1126, phục vị:1130–1131)

Năm 1126, sau bảy năm cai quản công quốc Antioch với tư cách nhiếp chính theo lời mời của các quý tộc bởi vua Bohemundo II còn nhỏ, Baldwin II đã chủ động từ nhiệm khi nhà vua vừa tròn mười tám tuổi. Năm 1130, Bohemond II tấn công Damascus, nhưng Thập tự quân đã bị đánh bại trong trận chiến Marje Alcafar. Sau đó, ông trở lại phía bắc để phục hồi một số vùng lãnh thổ đã mất cho Vương quốc Cilicia của Armenia, Leo I của Armenia đã liên minh với tiểu vương danismendida Gazi Gümüshtigin và khiến quân đội Kitô giáo rơi vào một cuộc phục kích, Bohemond II chết trong trận chiến này. Công chúa Constance kế vị mới bốn tuổi, do đó Baldwin II trở lại nhiếp chính lần thứ hai, nhưng khoảng hơn một năm sau thì ông mất.
Nhà Poitiers:
- Bohemond IV (tại vị:1201–1216, phục vị:1219–1233)

Năm 1216, Bohemond IV đã liên minh với Az-Zahir Ghazi, tiểu vương Ayyubid của Aleppo và Kaykaus I, sultan Seljuq của Rum, người thường xâm chiếm Cilicia trong những năm sau đó, để ngăn Leo I tấn công Antioch. Mâu thuẫn giữa Bohemond IV và Giáo hoàng Latinh, Peter of Ivrea đã khiến cho ngai vàng của ông bị đe dọa, giáo hoàng giúp quân đội Cilician tiến vào Antioch vào ngày 14 tháng 2, các Hiệp sĩ từ bỏ thành cổ mà không gặp sự kháng cự nào đáng kể và Raymond-Roupen được đưa lên cai quản công quốc Antioch. Người Thổ Nhĩ Kỳ Seljuk ngay lập tức tấn công Cilicia, và Raymond-Roupen yêu cầu hỗ trợ từ Leo I. Tuy nhiên, mối quan hệ của họ ngày càng xấu đi và Raymond-Roupen có ý định bắt Leo I, sau đó đã được các Templar cảnh báo và trốn thoát đến Cilicia. Không có sự ủng hộ của Leo I, Raymond-Roupen không thể giữ Antioch, ông ta đã đánh chiếm Jableh vào năm 1218 nhưng thấy mình thiếu tài nguyên, vì công quốc đã bị tàn phá bởi chiến tranh, việc tăng thuế khiến Raymond-Roupen không được lòng các đối tượng từng ủng hộ mình. Năm 1219, giới quý tộc Antioch đã đứng dậy và thuyết phục Bohemond trở về, ban đầu Raymond-Roupen tìm nơi ẩn náu trong thành, nhưng sau đó chạy trốn đến Cilicia.

## Vương quốc Kilikia
- Hethum II (tại vị:1289–1293, phục vị:1295–1296, tái phục vị:1299–1303)

Năm 1293, Hethum II thoái vị ủng hộ anh trai Thoros III và vào tu viện dòng Phanxicô tại Mamistra, ông vẫn hoạt động trong chính trị của vương quốc, và đã thương lượng với nhà lãnh đạo Ai Cập Ketbougha để trả lại các tù nhân đã bị bắt tại Hromgla, cũng như cho một số di tích nhà thờ đã bị cướp phá. Năm 1295, Thoros III yêu cầu Hethum II nối lại ngai vàng để giúp làm mới liên minh với đế quốc Mông Cổ, Hethum II đã thực hiện hành trình dài đến thủ đô của Mông Cổ, và đã có thể yêu cầu viện trợ thành công từ người Mông Cổ. Năm 1296, Hethum II và Thoros III đã đặt Armenia dưới quyền nhiếp chính của anh trai Smbat I Hetumian và đến Constantinople để ban tặng em gái Rita của họ trên Hoàng đế Byzantine Michael IX Palaeologus. Tuy nhiên, trong thời gian vắng mặt, Smbat I Hetumian lợi dụng thời cơ đã chiếm lấy ngai vàng Armenia với sự trợ giúp của một người anh em khác, Constantine III. Hethum II và Thoros III đều bị bắt ở Caesarea khi họ vừa trở về, và bị giam cầm trong pháo đài Partzerpert. Ở đó, Hethum II bị mù một phần do chấn thương, còn Thoros III bị sát hại ở Partzerpert năm 1298. Nhưng Constantine III đã chống lại Smbat I Hetumian, chiếm lấy ngai vàng cho chính mình, giam cầm Smbat I Hetumian và Hethum II nhân lúc lộn xộn đã trốn thoát khỏi nơi ngục tối. Năm 1299, Hethum II đã phục hồi ít nhất một phần từ sự mù lòa của mình, lật đổ Constantin III và một lần nữa lấy lại vương miện lần thứ ba.
- Constantine III (tại vị:1298–1299, phục vị:1307)

Năm 1299, Constantine III bị Hethum II đánh đuổi khi còn chưa ngồi nóng chỗ trên ngai vàng, ông bị lưu đày đến Byzantium cùng Smbat I Hetumian. Năm 1303, Hethum II do bị mất tinh thần bởi một thất bại của người Mông Cổ ở Marj as-Suffer đã thoái vị và từ giã đến một tu viện Franciscan, nhưng vẫn tiếp tục giúp đỡ cháu trai Leo IV (con trai của Thoros III) của với những lời khuyên trong vai trò cố vấn. Năm 1307, Leo IV cùng với chú của mình là Hethum II đến Bilarghu, tiểu vương quốc Mông Cổ của Anazarbe, tại nơi hai người bị một sĩ quan Mông Cổ cuồng tín giết chết. Constantine III thừa dịp trỗi dậy khôi phục quyền lực, nhưng chưa đầy một năm, ông đã hứng chịu thất bại bởi Oshin.

## Vương quốc Síp
- Catarina Corner (tại vị:1472–1473, phục vị:1474–1489)

Năm 1472, Catarina Corner kết hôn với quốc vương James II của Síp. Nhưng James II qua đời ngay sau đám cưới vì một căn bệnh bất ngờ và theo di nguyện của phu quân trước lúc lâm chung, Catarina Corner (lúc đó đang mang thai) đã trở thành nhiếp chính, trực tiếp cầm quyền chính trường Síp. Khi con trai của họ James III chào đời, Catarina Corner đã đặt lên ngai vàng, cai trị từ 6 tháng 7 năm 1473 - 26 tháng 8 năm 1474. Sau đó James III đột ngột từ giã cõi trần một cách bí ẩn, Catarina Corner quay trở lại ngôi vị, trở thành quân chủ cuối cùng của vương quốc Síp cho đến khi bà bị buộc phải thoái vị và bán chính quyền của đất nước cho Cộng hòa Venizia.